# Jesse L. Brown
Pour les articles homonymes, voir Brown.

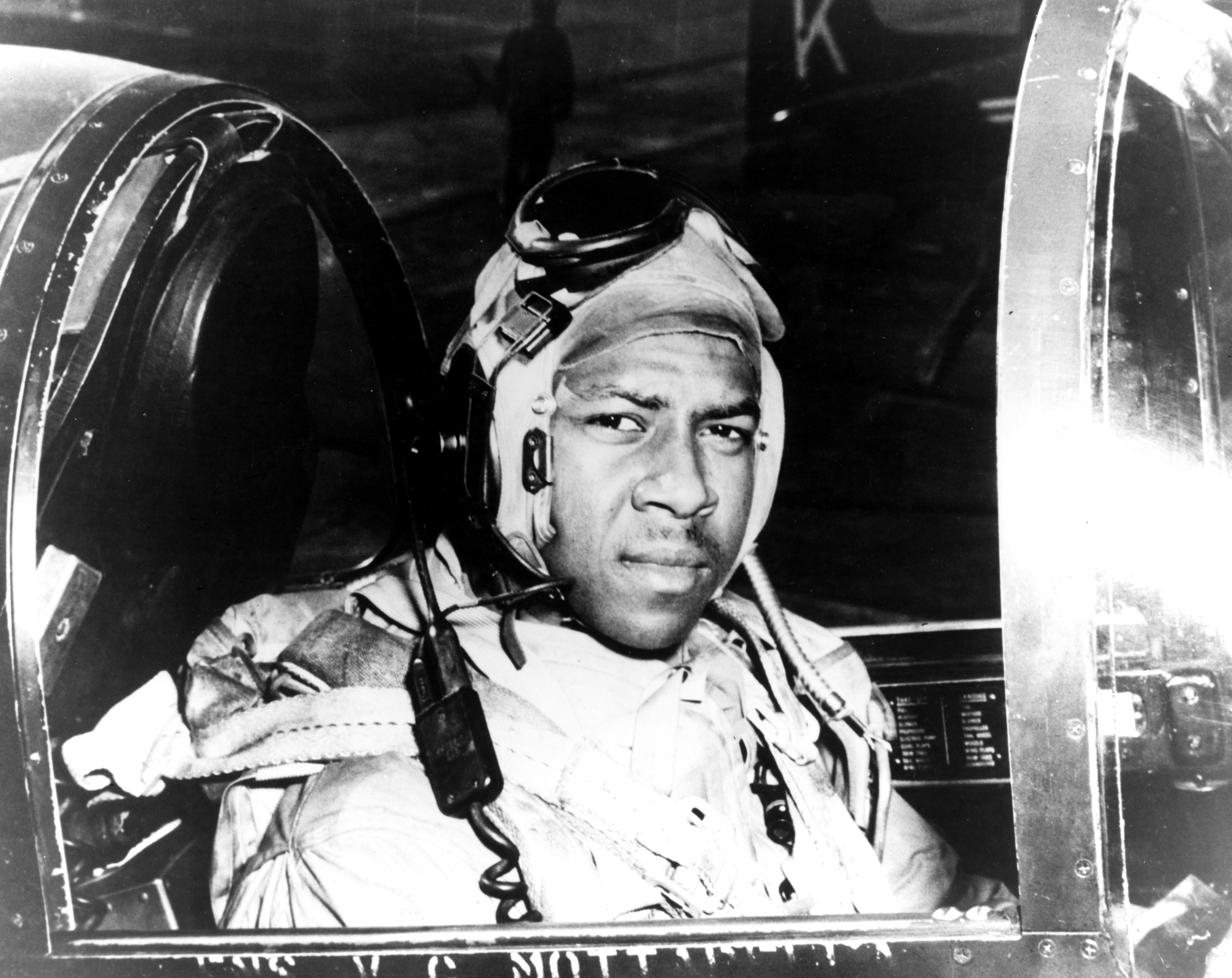
Jesse L. Brown à bord de son Chance Vought F4U Corsair (1950).

Jesse LeRoy Brown, né le 13 octobre 1926 à Hattiesburg et mort au combat le 4 décembre 1950 lors de la bataille du réservoir de Chosin, est le premier aviateur naval afro-américain de la marine des États-Unis. Récipiendaire de la Distinguished Flying Cross, il est également le premier officier de marine américain tué dans la guerre de Corée.
Né dans une famille pauvre dans l'État du Mississippi, Brown s'intéresse aux avions dès son jeune âge. Nonobstant le fait qu'il vivait à une époque de racisme institutionnalisé, Brown a été diplômé au lycée comme salutatorian et, plus tard, il a reçu un diplôme de l'université d'État de l'Ohio. Brown s'est enrôlé dans la marine des États-Unis en 1946 et est devenu cadet (midshipman) un an plus tard. Pendant ce temps, il s'est marié, en violation des règlements de la marine. Brown a obtenu son brevet militaire de pilote le 21 octobre 1948 alors que la presse américaine lui consacrait de nombreux articles. Il a ensuite été affecté à l'escadron de chasse 32 à bord de l'USS Leyte.
Au début de la guerre de Corée, le Leyte a été envoyé vers la péninsule coréenne et y arriva en octobre 1950. Brown, alors aspirant (ensign), a volé vingt missions de combat avant que son Chance Vought F4U Corsair s'écrase sur une montagne le 4 décembre 1950 lors d'une mission de soutien des troupes au sol lors de la bataille du réservoir de Chosin. Brown est mort de ses blessures en dépit des efforts déployés par son ailier Thomas J. Hudner, Jr. qui a intentionnellement écrasé son propre avion pour tenter de le sauver — Hudner reçut plus tard la Medal of Honor pour cet acte.
Les succès de Brown dans l'armée des États-Unis, avec la ségrégation raciale puis après celle-ci, ont été immortalisés dans plusieurs livres. La frégate USS Jesse L. Brown a été nommée en son honneur.

## Récompenses et décorations
Ses décorations militaires et récompenses incluent les suivantes, :
|  |  |  |
|  |  |  |
|  |  |  |
|  |  |  |

| Naval Aviator Badge               |                                |                          |
| Distinguished Flying Cross        | Purple Heart                   | Air Medal                |
| Combat Action Ribbon              | National Defense Service Medal | Korean Service Medal     |
| Korean Presidential Unit Citation | United Nations Korea Medal     | Korean War Service Medal |

Sa citation pour sa Distinguished Flying Cross est la suivante:

« The President of the United States of America takes pride in presenting the Distinguished Flying Cross (Posthumously) to Ensign Jesse Leroy Brown (NSN: 0-504477), United States Navy, for heroism in aerial flight as Pilot of a fighter plane in Fighter Squadron Thirty-Two (VF-32), attached to the USS Leyte (CV-32), in hostile attacks on hostile North Korean forces. Participating in 20 strikes on enemy military installations, lines of communication, transportation facilities, and enemy troop concentrations in the face of grave hazard, at the Chosin Reservoir, Takshon, Manp Jin, Linchong, Sinuiju, Kasan, Wonsan, Chonjin, Kilchu, and Sinanju during the period 12 October to 4 December 1950. With courageous efficiency and utter disregard for his own personal safety, Ensign Brown, while in support of friendly troops in the Chosin Reservoir area, pressed home numerous attacks destroying an enemy troop concentration moving to attack our troops. So aggressive were these attacks, in the face of enemy anti-aircraft fire, that they finally resulted in the destruction of Ensign Brown's plane by anti-aircraft fire. His gallant devotion to duty was in keeping with the highest traditions of the United States Naval Service. »

## Dans la culture populaire
Le film américain Devotion (2022) de J. D. Dillard revient sur les exploits de Jesse Brown.